# Coleglabra
Coleglabra is een geslacht van weekdieren uit de klasse van de Gastropoda (slakken).

## Soorten
- Coleglabra nordaustralis Ponder, Fukuda & Hallan, 2014
- Coleglabra sentaniensis (van Benthem Jutting, 1963)